# Gerd Becker (Fußballspieler)
Gerd Becker (* 18. Oktober 1943 in Breidenbach) ist ein ehemaliger deutscher Fußballspieler und -trainer. Er absolvierte von 1963 bis 1973 in der Fußball-Regionalliga Süd und der Fußball-Bundesliga für die Vereine KSV Hessen Kassel, Kickers Offenbach und Karlsruher SC insgesamt 317 Rundenspiele mit 112 Toren.

## Laufbahn

### Hessen, bis 1969
Seine Fußballlaufbahn startete er bei dem FV Breidenbach 09. Mit 19 Jahren nahm er an der Aufstiegsrunde zur Hessenliga teil. In der Rückrunde 1962/63 nahm Kassel konkrete Verhandlungen mit ihm auf und nahm ihn zur Fußball-Regionalliga 1963/64 unter Vertrag.
Mit Horst Assmy, Rolf Fritzsche, Ernst Kuster und Klaus-Peter Jendrosch bildete der Neuzugang aus Breidenbach im Debütjahr der Regionalliga Süd, 1963/64, einen torgefährlichen Angriff. Am 9. Februar 1964 hatte Kassel im Heimspiel des Süddeutschen Pokals den FC Bayern mit 6:1 Toren aus dem Wettbewerb geschossen – Becker erzielte ein Tor – und war damit auch in die Hauptrunde um den DFB-Pokal eingezogen. Die Mannschaft von Trainer Walter Müller hatte es in der Aufstiegsrunde zur Bundesliga 1964 mit den Konkurrenten Hannover 96, Alemannia Aachen und dem FK Pirmasens zu tun. Der 20-jährige Becker bestritt gegen Hannover, Aachen und Pirmasens drei Aufstiegsspiele; Kassel belegte den zweiten Platz, Hannover stieg in die Bundesliga auf. Am 29. April 1964 wurde Becker im Juniorenländerspiel in Karlsbad gegen die Tschechoslowakei eingesetzt: beim 1:0-Sieg der deutschen Junioren bildete er zusammen mit Gerhard Kentschke, Horst Gecks, Hans-Otto Peters und Günter Netzer den Angriff. Becker schnitt in seinem zweiten Regionalligajahr mit sieben Toren schlechter ab als im Vorjahr. Nach 69 Regionalligaspielen mit 27 Toren nahm er zur Runde 1965/66 ein Angebot von Kickers Offenbach an.
In drei Jahren beim OFC, 1965 bis 1968, erreichte Becker zweimal die Vizemeisterschaft, 1967 den Titelgewinn in der Regionalliga Süd und 1968 den Aufstieg in die Fußball-Bundesliga. Beim Meisterschaftserfolg 1967 hatte er mit 14 Toren seine beste Trefferbilanz in Offenbach. Als der OFC 1968 als Süd-Vizemeister in der Aufstiegsrunde gegen die Konkurrenten Bayer Leverkusen, TuS Neuendorf, Tennis Borussia Berlin und SV Arminia Hannover erstmals den Aufstieg bewerkstelligen konnte, absolvierte Becker alle acht Spiele und erzielte dabei vier Tore. Entscheidende Bedeutung hatte dabei sein 2:1-Siegtreffer in der 90. Minute am 9. Juni 1968 gegen Leverkusen. Insgesamt kam Becker bei Offenbach von 1965 bis 1968 auf 88 Regionalligaspiele mit 33 Toren. In der Bundesligasaison 1968/69 kam er unter Trainer Paul Oßwald zu 27 Einsätzen und vier Treffern; mit seinem 1:2-Anschlusstreffer am 17. August 1968 bei der Niederlage beim 1. FC Köln hatte er das erste Offenbacher Bundesligator erzielt. Nach dem Abstieg in der folgenden Saison folgte er gemeinsam mit Torhüter Rudolf Wimmer zur Runde 1969/70 dem Ruf seines vormaligen Offenbacher Trainers Kurt Baluses und wechselte in die Regionalliga Süd zum Karlsruher SC.

### Karlsruhe, 1969 bis 1973
Im Karlsruher Wildparkstadion absolvierte er in seiner ersten Runde 1969/70 alle 38 Ligaspiele für die Blau-Weißen und erzielte dabei 15 Tore. Mit 87:37 Toren landete Becker mit dem KSC auf dem zweiten Platz und zog wiederum in die Bundesligaaufstiegsrunde ein. Nach der Aufstiegsrunde 1973 gegen SC Fortuna Köln, St. Pauli, Mainz 05 und Blau-Weiß 90 Berlin verabschiedete er sich aus Karlsruhe und zog wieder zum FV Breidenbach zurück. Von 1969 bis 1973 hatte er für den KSC in der Regionalliga Süd 133 Ligaspiele mit 48 Toren absolviert, dazu kamen noch 20 Einsätze mit drei Toren in drei Bundesligaaufstiegsrunden. Insgesamt hat Gerd Becker mit seinen drei Regionalligavereinen an sieben Bundesligaaufstiegsrunden teilgenommen.
Nach dem Ende seiner Spielerkarriere in Breidenbach übernahm er 1982 das Traineramt im „Fußballdorf des Hinterlandes“ und führte den FV in der Runde 1984/85 als Aufsteiger in die Landesliga Mitte zurück.